# Horne Lake Caves Park
Horne Lake Caves Park är en park i Kanada.   Den ligger i provinsen British Columbia, i den sydvästra delen av landet, 3 700 km väster om huvudstaden Ottawa. Horne Lake Caves Park ligger 208 meter över havet. Den ligger vid sjön Horne Lake.
Terrängen runt Horne Lake Caves Park är kuperad åt sydost, men åt nordväst är den bergig. Närmaste större samhälle är Port Alberni, 12,0 km söder om Horne Lake Caves Park. 
I omgivningarna runt Horne Lake Caves Park växer i huvudsak barrskog. Runt Horne Lake Caves Park är det mycket glesbefolkat, med 3 invånare per kvadratkilometer.